# Bukovina (Černilov)
Bukovina (německy Buchenwald) je vesnice, část obce Černilov v okrese Hradec Králové v Královéhradeckém kraji. Nachází se asi 2,5 kilometru západně od Černilova. Bukovina leží v katastrálním území Bukovina u Hradce Králové o rozloze 5,57 km².

## Historie
První písemná zmínka o obci pochází z roku 1340.

### Exulanti
V době pobělohorské během slezských válek emigrovaly z náboženských důvodů celé rodiny do pruského Slezska. Dělo se tak pod ochranou vojska pruského krále Fridricha II. Velikého. Hromadnou emigraci nekatolíků zpočátku organizoval Jan Liberda a zprostředkoval ji generál Christoph Wilhelm von Kalckstein. Z Bukoviny uprchli v roce 1742 přes městečko Münsterberg v pruském Slezsku tito nekatolíci:
- Ondřej Koutecký, sedlák. Emigroval s manželkou a dvěma malými dětmi. Patří mezi zakladatele druhé české exulantské obce v pruském Slezsku. Tuto obec pojmenovali exulanti na počet pruského krále Friedrichův Tábor. Ondřej zde zemřel 16. září 1782 ve věku 80 let.
- Jan Jelínek, krejčí. Emigroval s manželkou a dvěma syny. Dne 20. srpna 1946 podepsal v Münsterbergu žádost o povolení luterského kazatele. Zemřel ve Friedrichově Táboře 11. srpna 1788 ve věku 72 let.
- Václav Moravec (* 1693), sedlák. Emigroval s manželkou, dvěma syny a dcerou. Zemřel 24. ledna 1763 ve věku 70 let v Husinci, první české exulantské obci v pruském Slezsku.

## Přírodní poměry
Vesnice stojí v Orlické tabuli. Jižně od ní protéká Librantický potok, jehož část toku zde je součástí přírodní památky Piletický a Librantický potok.

## Obyvatelstvo
| Rok            | 1869 | 1880 | 1890 | 1900 | 1910 | 1921 | 1930 | 1950 | 1961 | 1970 | 1980 | 1991 | 2001 | 2011 | 2021 |
| -------------- | ---- | ---- | ---- | ---- | ---- | ---- | ---- | ---- | ---- | ---- | ---- | ---- | ---- | ---- | ---- |
| Počet obyvatel | 325  | 347  | 337  | 328  | 353  | 325  | 341  | 187  | 189  | 200  | 165  | 156  | 167  | 156  | 163  |
| Počet domů     | 44   | 49   | 51   | 52   | 55   | 57   | 63   | 67   | 50   | 52   | 43   | 62   | 53   | 52   | 60   |

## Obecní správa
Při sčítání lidu v letech 1850–1980 Bukovina byla samostatnou obcí, se kterým patřila nejprve do okresu Hradec Králové, ale v roce 1950 v okrese Hradec Králové-okolí a od roku 1960 opět v okrese Hradec Králové. Od 1. července 1980 je částí obce Černilov v okrese Hradec Králové.

## Pamětihodnosti
- Venkovská usedlost čp. 40